# Leo Wouters
Leo-Domien Wouters, né le 26 décembre 1902 à Bourg-Léopold et mort le 5 juillet 1987 à Gand, est un avocat et homme politique belge.

## Fonctions et mandats
- Membre de la Chambre des représentants de Belgique : 1929-1932
- Conseiller provincial d'Anvers : 1929-1932
- Membre de la Chambre des représentants de Belgique : 1961-1971
- Vice-président du Volksunie : 1963
- Conseiller communal de Gand : 1964-1976
- Sénateur : 1971-1974
- Vice-président du Vlaams Nationale Partij : 1877

## Sources
- Wouters, Leo / Pieter Jan Verstraete. - in: Nieuwe Encyclopedie van de Vlaamse Beweging / red. Reginald de Schryver, ...[et al.]. - Tielt : Lannoo, 1998 ; pp. 3770-3771.

- Ressource relative à la vie publique :   - Parlement flamand
- Ressource relative à plusieurs domaines :   - ODIS